# Thor (Iowa)
Thor es una ciudad ubicada en el condado de Humboldt en el estado estadounidense de Iowa. En el Censo de 2010 tenía una población de 186 habitantes y una densidad poblacional de 71,96 personas por km².

## Geografía
Thor se encuentra ubicada en las coordenadas 42°41′17″N 94°2′58″O / 42.68806, -94.04944. Según la Oficina del Censo de los Estados Unidos, Thor tiene una superficie total de 2.58 km², de la cual 2.58 km² corresponden a tierra firme y (0%) 0 km² es agua.

## Demografía
Según el censo de 2010, había 186 personas residiendo en Thor. La densidad de población era de 71,96 hab./km². De los 186 habitantes, Thor estaba compuesto por el 96.24% blancos, el 0% eran afroamericanos, el 0% eran amerindios, el 1.08% eran asiáticos, el 0% eran isleños del Pacífico, el 0% eran de otras razas y el 2.69% pertenecían a dos o más razas. Del total de la población el 3.23% eran hispanos o latinos de cualquier raza.